# David Corenswet
David Packard Corenswet (Filadélfia, 8 de julho de 1993) é um ator americano, mais conhecido por seus papéis nas séries The Politician e Hollywood da Netflix.  Em 2025, ele estrelou o filme Superman do Universo DC como o personagem-título.

## Início de vida
David Corenswet é judeu e cresceu na Filadélfia, Pensilvânia, filho de um ator de teatro, e ele ainda reside lá. Como ator infantil, ele apareceu na produção de 2002 da Arden Theatre Company, de All My Sons de Arthur Miller, na produção de 2003 de La Vie En Bleu, da Walnut Street Theatre Company, e na Companhia de Luz e Teatro Popular.  Produção em 2004 de Forgiving Harvest: uma peça em dois atos de Y York.
Ele estudou na Juilliard School, em Nova York, da qual recebeu um bacharel em belas artes em teatro em 2016.

## Carreira

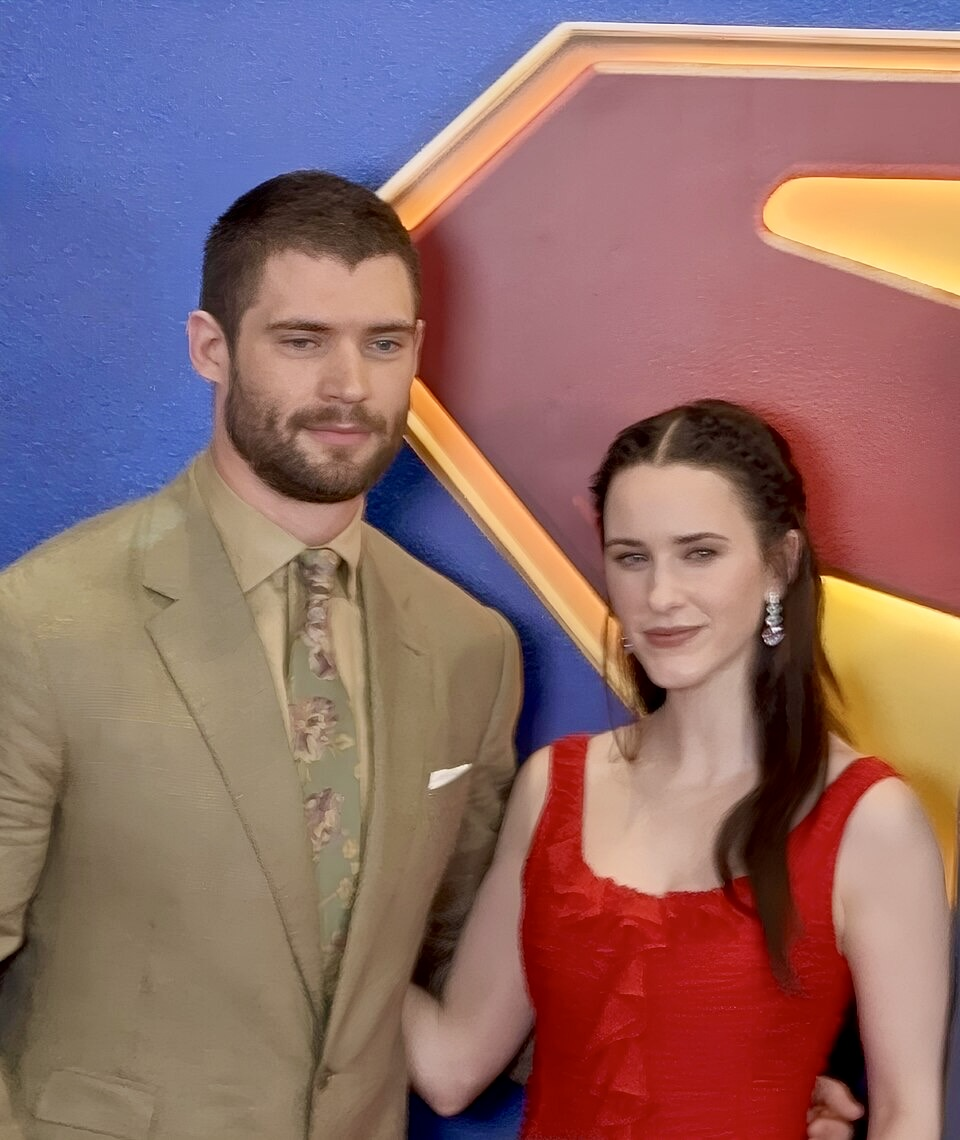
Corenswet com sua colega de elenco em Superman, Rachel Brosnahan, em um evento para fãs em Manila em 2025.

Seu primeiro papel no cinema foi em Following Chase (2011), uma produção do Crossbow Studio para a qual ele também escreveu o roteiro.
Em The Politician, ele interpretou River Barkley, o amante e rival político de Payton Hobart (Ben Platt). A revista Vanity Fair descreve River como “o estudante rico, esportivo e heterossexual que é fluente em mandarim e namora a garota mais bonita e popular ... da escola.  Mas enquanto sua vida parece perfeita do lado de fora, ele também está lutando contra demônios internos ..." Corenswet teve que aprender chinês mandarim para o papel.
Em 2018, Corenswet estrelou como Michael Lawson em Affairs of State, que foi transmitido no Amazon Prime Video Lawson foi descrito pelo Los Angeles Times como "um político ambicioso, mas sem dinheiro".  O filme também é estrelado por Thora Birch, Mimi Rogers e Adrian Grenier. A Forbes disse sobre seu desempenho no papel de que "ele tem a combinação certa de boa aparência tradicional e uma voz impetuosa que o faz adivinhar; para o bem ou para o mal, ele lembra um Armie Hammer mais jovem.
Corenswet interpretou Jack em Hollywood, uma minissérie produzida em 2020 pela Netflix, criada por Ryan Murphy e Ian Brennan, sobre o negócio de filmes pós-Segunda Guerra Mundial em Los Angeles.  Ele estrela ao lado de Patti LuPone, Dylan McDermott, Darren Criss e Holland Taylor.
David interpreta o projecionista, personagem anônimo que envolve-se romanticamente com a protagonista Pearl (Mia Goth) no filme de terror Pearl, da produtora A24.
Em maio de 2023, Corenswet foi escalado para o filme Twisters, que será lançado, pela Universal Pictures nos Estados Unidos e pela Warner Bros. Pictures internacionalmente, em 19 de julho de 2024.
Em junho de 2023, foi anunciado que Corenswet foi escalado como Clark Kent / Superman no novo filme da DC Studios Superman (2025) do diretor e roteirista James Gunn, que será lançado pela DC Universe (DCU).

## Vida pessoal
Em março de 2023, Corenswet e sua esposa, Julia Best Warner, se casaram na Igreja da Imaculada Conceição em Nova Orleans. Foi uma cerimônia de casamento inter-religioso que incluiu tanto seus costumes católicos quanto seu costumes judaicos. Foi oficiado por um sacerdote e um rabino. Eles têm uma filha juntos nascida em 2024. É torcedor do Philadelphia Eagles da NFL.

## Filmografia

### Cinema
| Ano  | Título            | Papel                 | Notas          |
| ---- | ----------------- | --------------------- | -------------- |
| 2011 | Following Chase   | Ted                   | Curta-metragem |
| 2013 | Michael and Clyde | Clyde                 | Curta-metragem |
| 2018 | Affairs of State  | Michael Lawson        |                |
| 2019 | The Sunlit Night  | Scott Glenn           |                |
| 2021 | Project Pay Day   | Salva-vidas           |                |
| 2022 | Look Both Ways    | Jake                  |                |
| 2022 | Pearl             | Projecionista         |                |
| 2024 | The Greatest Hits | Max Enders            |                |
| 2024 | Twisters          | Scott                 |                |
| 2025 | Superman          | Clark Kent / Superman |                |

### Televisão
| Ano       | Título             | Papel            | Notas                   |
| --------- | ------------------ | ---------------- | ----------------------- |
| 2014-2016 | Moe & Jerryweather | Jerryweather     | 17 episódios            |
| 2015      | One Bad Choice     | Reggie Shaw      | Episódio: "Reggie Shaw" |
| 2017      | Elementary         | Houston Spivey   | Episódio: "High Heat"   |
| 2017      | The Tap            | Kirk Lewis       | Episódio: "Pilot"       |
| 2017      | Controversy        | Brian Meadows    | Telefilme               |
| 2018      | Instinct           | Spencer Baymoore | Episódio: "Live"        |
| 2018      | House of Cards     | Reed             | Episódio: "Chapter 27"  |
| 2019–2020 | The Politician     | River Barkley    | 11 episódios            |
| 2020      | Hollywood          | Jack Castello    | 7 episódios             |
| 2022      | We Own This City   | David McDougall  | 6 episódios             |
| 2024      | Lady in the Lake   | Allan Durst      | 4 episódios             |